# Dick Dolman
Dirk Dolman, detto Dick (Empe, 2 luglio 1935 – Amsterdam, 23 gennaio 2019), è stato un politico olandese, esponente del Partito Laburista.

## Biografia

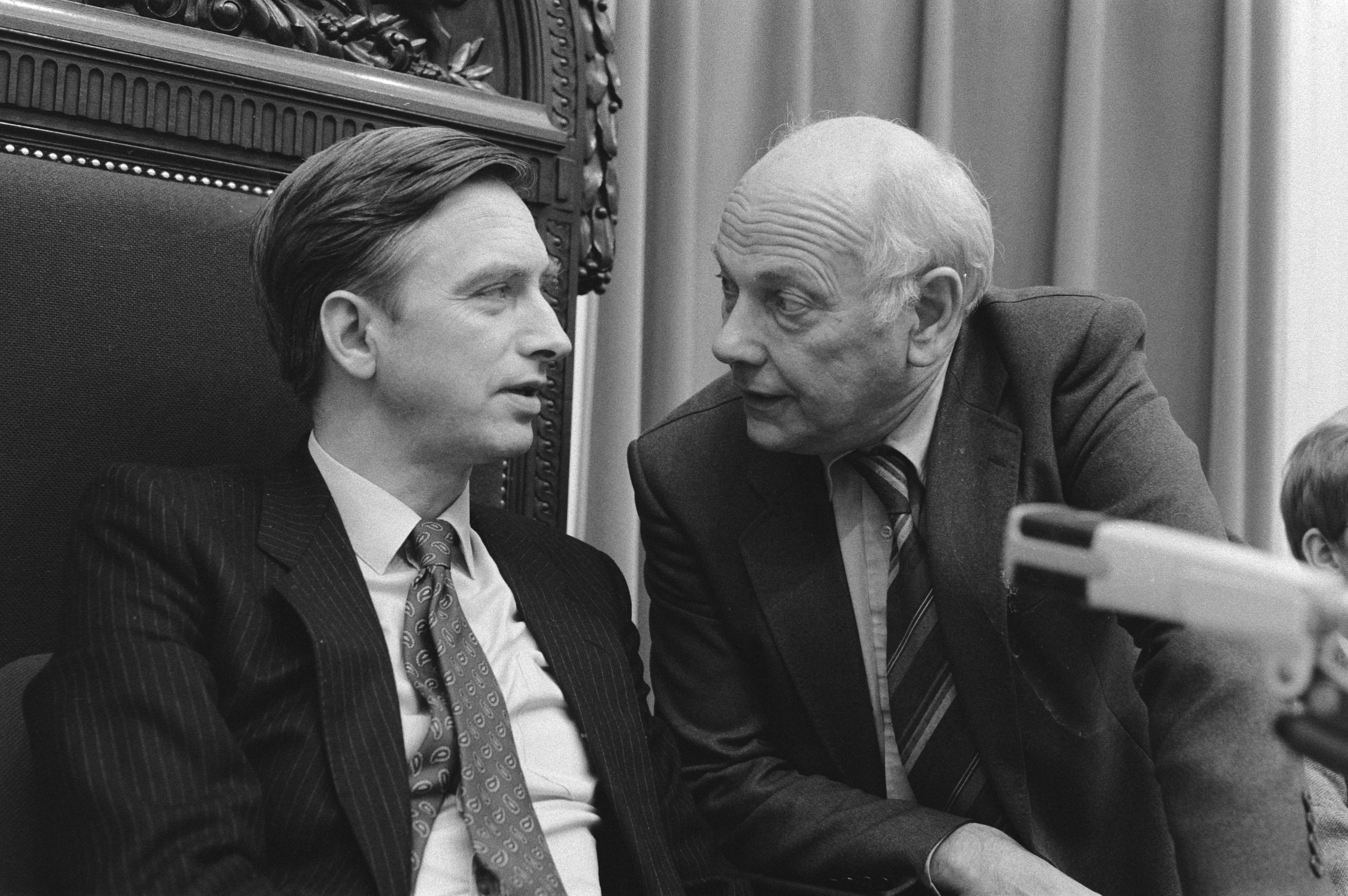
Dick Dolman insieme a Joop den Uyl nel 1980

Dolman è nato a Empe (Gheldria). Nel 1951 fu invitato a partecipare a Camp Rising Sun, un campo internazionale senza lezioni a Red Hook, New York. È entrato a far parte del Partito Laburista nel 1954.
Durante i suoi giorni da studente ad Amsterdam, Dolman è stato membro dell'Amsterdamsch Studentencorps dove ha incontrato musicisti come Frits Bolkestein, Ed van Thijn ed Erik Jurgens.
Prima di approdare in parlamento, Dolman era un funzionario presso i ministeri degli affari sociali e della sanità pubblica dal 1963 al 1966. e degli affari economici dal 1966 fino alla metà del 1970. Nella Camera dei rappresentanti ha inizialmente trattato temi come salute pubblica. Dal 1973 è stato il portavoce finanziario del suo gruppo.
Nel 1979 è diventato presidente della Tweede Kamer, succedendo alla collega di partito Anne Vondeling. Dolman agiva in modo indipendente e quindi aveva una grande autorità da tutte le parti. Sebbene il PvdA non fosse il più grande partito nelle elezioni del 1981 e del 1986, fu rieletto come presidente. Nel 1989, tuttavia, fu sconfitto dal politico dell'Appello Cristiano Democratico Wim Deetman con 75 voti contro 68. Meno di un anno dopo, il 1º luglio 1990, Dolman lasciò il parlamento per diventare membro del Consiglio di Stato.